# Championnat d'Europe masculin de hockey sur gazon 2019
Navigation
Édition précédente Édition suivante
Le Championnat d'Europe de hockey sur gazon masculin 2019 est la 17e édition du Championnat d'Europe de hockey sur gazon, le championnat bisannuel international de hockey sur gazon masculin d'Europe est organisé par la Fédération européenne de hockey.
Il se déroule du 16 au 24 août 2019 à Anvers, en Belgique, en même temps que le Championnat d'Europe féminin,. Ce tournoi sert également à se qualifier pour les Jeux olympiques d'été de 2020, avec la Belgique qualifiée d'office en tant que vainqueur.
Le pays hôte, la Belgique gagne son premier tournoi européen après avoir battu l'Espagne 5 - 0 en finale. Les double tenants du titre, les Pays-Bas remportent la médaille de bronze après avoir battu l'Allemagne 4 - 0.

## Équipes qualifiées
Les 8 équipes suivantes montrées avec le classement mondial participent au Championnat d'Europe de hockey sur gazon 2019.
| Événement                                                      | Dates             | Lieu      | Quotas | Qualifiés                                                          |
| -------------------------------------------------------------- | ----------------- | --------- | ------ | ------------------------------------------------------------------ |
| Pays hôte                                                      | 15 juin 2016      | N/A       | 1      | Belgique (2)                                                       |
| Championnat d'Europe masculin de hockey sur gazon 2017         | 19 - 27 août 2017 | Amsterdam | 5      | Pays-Bas (3) Angleterre (6) Allemagne (7) Espagne (9) Irlande (11) |
| Trophée des nations d'Europe masculin de hockey sur gazon 2017 | 6 - 12 août 2017  | Glasgow   | 2      | Écosse (21) Pays de Galles (25)                                    |

## Format
Huit équipes sont réparties dans deux poules de quatre équipes. Les deux premiers se qualifient pour les demi-finales tandis que les deux derniers se qualifient pour la nouvelle poule avec les équipes contre lesquelles ils n'ont pas joué à cette phase. Les deux derniers sont relégués en Division 2.

## Premier tour
Toutes les heures correspondent à l'heure d'été d'Europe centrale (UTC+2).

### Poule A
| Rang | Équipe         | J | V | N | P | BP | BC | Diff | Pts | Qualification |
| ---- | -------------- | - | - | - | - | -- | -- | ---- | --- | ------------- |
| 1    | Belgique       | 3 | 3 | 0 | 0 | 13 | 0  | +13  | 9   | Demi-finales  |
| 2    | Espagne        | 3 | 1 | 1 | 1 | 7  | 8  | -1   | 4   | Demi-finales  |
| 3    | Angleterre     | 3 | 0 | 2 | 1 | 4  | 6  | -2   | 2   |               |
| 4    | Pays de Galles | 3 | 0 | 1 | 2 | 3  | 13 | -10  | 1   |               |

Source: FIH
En cas d'égalité de points de plusieurs équipes à l'issue des matchs de poule, les critères suivants sont appliqués dans l'ordre indiqué pour établir leur classement:
1. Points de chaque équipe,
2. Matchs gagnés,
3. Différence de buts,
4. Buts pour,
5. Plus grand nombre de points obtenus dans les matchs de poule disputés entre les équipes concernées,
6. Buts marqués en plein jeu.

| 16 août 2019 | Belgique                                             | 5 - 0   | Espagne |                                                                           |                                                                           |
| 20h30        | Hendrickx 9e, 54e · Wegnez 19e · Boon 52e · Kina 55e | (2 - 0) |         | Arbitrage : Jonas van 't Hek Jakub Mejzlik Arbitre vidéo : Coen van Bunge | Arbitrage : Jonas van 't Hek Jakub Mejzlik Arbitre vidéo : Coen van Bunge |
| 20h30        | Rapport                                              |         |         | Arbitrage : Jonas van 't Hek Jakub Mejzlik Arbitre vidéo : Coen van Bunge | Arbitrage : Jonas van 't Hek Jakub Mejzlik Arbitre vidéo : Coen van Bunge |

| 17 août 2019 | Angleterre          | 2 - 2   | Pays de Galles                  |                                                                              |                                                                              |
| 11h15        | Ward 26e · Gall 58e | (1 - 0) | 32e G. Furlong · 52e R. Furlong | Arbitrage : Sébastien Duterme Andres Ortiz Arbitre vidéo : Francisco Vazquez | Arbitrage : Sébastien Duterme Andres Ortiz Arbitre vidéo : Francisco Vazquez |
| 11h15        | Rapport             |         |                                 | Arbitrage : Sébastien Duterme Andres Ortiz Arbitre vidéo : Francisco Vazquez | Arbitrage : Sébastien Duterme Andres Ortiz Arbitre vidéo : Francisco Vazquez |

| 18 août 2019 | Espagne                                               | 5 - 1   | Pays de Galles |                                                                       |                                                                       |
| 13h30        | Iglesias 3e · Quemada 14e, 56e · Ruiz 28e · Romeu 36e | (3 - 0) | 42e G. Furlong | Arbitrage : Sébastien Duterme Paul Walker Arbitre vidéo : Ben Göntgen | Arbitrage : Sébastien Duterme Paul Walker Arbitre vidéo : Ben Göntgen |
| 13h30        | Rapport                                               |         |                | Arbitrage : Sébastien Duterme Paul Walker Arbitre vidéo : Ben Göntgen | Arbitrage : Sébastien Duterme Paul Walker Arbitre vidéo : Ben Göntgen |

|       | Belgique                 | 2 - 0   | Angleterre |                                                                               |                                                                               |
| 18h00 | Boon 15e · Hendrickx 49e | (1 - 0) |            | Arbitrage : Coen van Bunge Michael Gholami-Eilmer Arbitre vidéo : Ben Göntgen | Arbitrage : Coen van Bunge Michael Gholami-Eilmer Arbitre vidéo : Ben Göntgen |
| 18h00 | Rapport                  |         |            | Arbitrage : Coen van Bunge Michael Gholami-Eilmer Arbitre vidéo : Ben Göntgen | Arbitrage : Coen van Bunge Michael Gholami-Eilmer Arbitre vidéo : Ben Göntgen |

| 20 août 2019 | Angleterre             | 2 - 2   | Espagne                 |                                                                         |                                                                         |
| 13h30        | Ward 26e · Jackson 52e | (1 - 0) | 33e Quemada · 43e Arana | Arbitrage : Sébastien Duterme Ben Göntgen Arbitre vidéo : Jakub Mejzlik | Arbitrage : Sébastien Duterme Ben Göntgen Arbitre vidéo : Jakub Mejzlik |
| 13h30        | Rapport                |         |                         | Arbitrage : Sébastien Duterme Ben Göntgen Arbitre vidéo : Jakub Mejzlik | Arbitrage : Sébastien Duterme Ben Göntgen Arbitre vidéo : Jakub Mejzlik |

|       | Belgique                                                                  | 6 - 0   | Pays de Galles |                                                                      |                                                                      |
| 20h30 | Hendrickx 15e · Boon 15e · De Kerpel 25e · Charlier 28e, 35e · Briels 41e | (4 - 0) |                | Arbitrage : Bruce Bale Andres Ortiz Arbitre vidéo : Jonas van 't Hek | Arbitrage : Bruce Bale Andres Ortiz Arbitre vidéo : Jonas van 't Hek |
| 20h30 | Rapport                                                                   |         |                | Arbitrage : Bruce Bale Andres Ortiz Arbitre vidéo : Jonas van 't Hek | Arbitrage : Bruce Bale Andres Ortiz Arbitre vidéo : Jonas van 't Hek |

### Poule B
| Rang | Équipe    | J | V | N | P | BP | BC | Diff | Pts | Qualification |
| ---- | --------- | - | - | - | - | -- | -- | ---- | --- | ------------- |
| 1    | Pays-Bas  | 3 | 3 | 0 | 0 | 14 | 3  | +11  | 9   | Demi-finales  |
| 2    | Allemagne | 3 | 2 | 0 | 1 | 16 | 3  | +13  | 6   | Demi-finales  |
| 3    | Irlande   | 3 | 0 | 1 | 2 | 4  | 13 | -9   | 1   |               |
| 4    | Écosse    | 3 | 0 | 1 | 2 | 3  | 18 | -15  | 1   |               |

Source: FIH
En cas d'égalité de points de plusieurs équipes à l'issue des matchs de poule, les critères suivants sont appliqués dans l'ordre indiqué pour établir leur classement:
1. Points de chaque équipe,
2. Matchs gagnés,
3. Différence de buts,
4. Buts pour,
5. Plus grand nombre de points obtenus dans les matchs de poule disputés entre les équipes concernées,
6. Buts marqués en plein jeu.

| 17 août 2019 | Allemagne                                                                                     | 9 - 0   | Écosse |                                                                              |                                                                              |
| 13h30        | Herzbruch 8e, 40e, 49e · Wellen 9e, 34e · M. Grambusch 25e · Fuchs 28e · Rühr 54e · Häner 55e | (4 - 0) |        | Arbitrage : Bruce Bale Michael Gholami-Eilmer Arbitre vidéo : Coen van Bunge | Arbitrage : Bruce Bale Michael Gholami-Eilmer Arbitre vidéo : Coen van Bunge |
| 13h30        | Rapport                                                                                       |         |        | Arbitrage : Bruce Bale Michael Gholami-Eilmer Arbitre vidéo : Coen van Bunge | Arbitrage : Bruce Bale Michael Gholami-Eilmer Arbitre vidéo : Coen van Bunge |

|       | Pays-Bas                                          | 5 - 1   | Irlande        |                                                                       |                                                                       |
| 15h45 | Van Ass 3e · Pruijser 5e, 52e · Kellerman 8e, 37e | (3 - 1) | 25e O'Donoghue | Arbitrage : Paul Walker Ben Göntgen Arbitre vidéo : Francisco Vazquez | Arbitrage : Paul Walker Ben Göntgen Arbitre vidéo : Francisco Vazquez |
| 15h45 | Rapport                                           |         |                | Arbitrage : Paul Walker Ben Göntgen Arbitre vidéo : Francisco Vazquez | Arbitrage : Paul Walker Ben Göntgen Arbitre vidéo : Francisco Vazquez |

| 18 août 2019 | Irlande                         | 3 - 3   | Écosse                       |                                                                      |                                                                      |
| 15h45        | O'Donoghue 12e, 58e · Cross 55e | (1 - 1) | 28e, 33e Bain · 51e Falconer | Arbitrage : Jonas van 't Hek Andres Ortiz Arbitre vidéo : Bruce Bale | Arbitrage : Jonas van 't Hek Andres Ortiz Arbitre vidéo : Bruce Bale |
| 15h45        | Rapport                         |         |                              | Arbitrage : Jonas van 't Hek Andres Ortiz Arbitre vidéo : Bruce Bale | Arbitrage : Jonas van 't Hek Andres Ortiz Arbitre vidéo : Bruce Bale |

|       | Pays-Bas                                 | 3 - 2   | Allemagne                     |                                                                        |                                                                        |
| 20h30 | Pruijser 21e · Bakker 40e · Brinkman 51e | (1 - 1) | 25e Herzbruch · 42e Windfeder | Arbitrage : Francisco Vazquez Jakub Mejzlik Arbitre vidéo : Bruce Bale | Arbitrage : Francisco Vazquez Jakub Mejzlik Arbitre vidéo : Bruce Bale |
| 20h30 | Rapport                                  |         |                               | Arbitrage : Francisco Vazquez Jakub Mejzlik Arbitre vidéo : Bruce Bale | Arbitrage : Francisco Vazquez Jakub Mejzlik Arbitre vidéo : Bruce Bale |

| 20 août 2019 | Allemagne                                                             | 5 - 0   | Irlande |                                                                               |                                                                               |
| 15h45        | Wellen 3e · T. Grambusch 8e · Hellwig 55e · Fuchs 60e · Windfeder 60e | (2 - 0) |         | Arbitrage : Coen van Bunge Francisco Vazquez Arbitre vidéo : Jonas van 't Hek | Arbitrage : Coen van Bunge Francisco Vazquez Arbitre vidéo : Jonas van 't Hek |
| 15h45        | Rapport                                                               |         |         | Arbitrage : Coen van Bunge Francisco Vazquez Arbitre vidéo : Jonas van 't Hek | Arbitrage : Coen van Bunge Francisco Vazquez Arbitre vidéo : Jonas van 't Hek |

|       | Pays-Bas                                                                         | 6 - 0   | Écosse |                                                                              |                                                                              |
| 18h00 | Bakker 6e · Brinkman 15e, 37e · Van der Weerden 23e · Janssen 58e · Pruijser 60e | (3 - 0) |        | Arbitrage : Paul Walker Michael Gholami-Eilmer Arbitre vidéo : Jakub Mejzlik | Arbitrage : Paul Walker Michael Gholami-Eilmer Arbitre vidéo : Jakub Mejzlik |
| 18h00 | Rapport                                                                          |         |        | Arbitrage : Paul Walker Michael Gholami-Eilmer Arbitre vidéo : Jakub Mejzlik | Arbitrage : Paul Walker Michael Gholami-Eilmer Arbitre vidéo : Jakub Mejzlik |

## Deuxième tour

### De la cinquième place à la huitième place
La phase de classement est la poule des équipes qui se sont classées 3e et 4e au 1er tour. Les résultats entre deux équipes lors du 1er tour sont comptabilisés.
| Rang | Équipe         | J | V | N | P | BP | BC | Diff | Pts | Relégation          |
| ---- | -------------- | - | - | - | - | -- | -- | ---- | --- | ------------------- |
| 5    | Angleterre     | 3 | 2 | 1 | 0 | 7  | 3  | +4   | 7   |                     |
| 6    | Pays de Galles | 3 | 1 | 1 | 1 | 8  | 6  | +2   | 4   |                     |
| 7    | Écosse         | 3 | 1 | 1 | 1 | 7  | 8  | -1   | 4   | Championnat II 2021 |
| 8    | Irlande        | 3 | 0 | 1 | 1 | 4  | 9  | -5   | 1   | Championnat II 2021 |

Source: FIH
En cas d'égalité de points de plusieurs équipes à l'issue des matchs de poule, les critères suivants sont appliqués dans l'ordre indiqué pour établir leur classement:
1. Points de chaque équipe,
2. Matchs gagnés,
3. Différence de buts,
4. Buts pour,
5. Plus grand nombre de points obtenus dans les matchs de poule disputés entre les équipes concernées,
6. Buts marqués en plein jeu.

| 22 août 2019 | Écosse                                     | 4 - 2   | Pays de Galles               |                                                                              |                                                                              |
| 13h30        | Golden 2e, 53e · Falconer 12e · Parkes 35e | (2 - 0) | 40e Dolan-Gray · 60e Prosser | Arbitrage : Paul Walker Jakub Mejzlik Arbitre vidéo : Michael Gholami-Eilmer | Arbitrage : Paul Walker Jakub Mejzlik Arbitre vidéo : Michael Gholami-Eilmer |
| 13h30        | Rapport                                    |         |                              | Arbitrage : Paul Walker Jakub Mejzlik Arbitre vidéo : Michael Gholami-Eilmer | Arbitrage : Paul Walker Jakub Mejzlik Arbitre vidéo : Michael Gholami-Eilmer |

|       | Angleterre              | 2 - 1   | Irlande    |                                                                              |                                                                              |
| 15h45 | Wallace 11e · Roper 12e | (2 - 1) | 21e Robson | Arbitrage : Andres Ortiz Francisco Vazquez Arbitre vidéo : Sébastien Duterme | Arbitrage : Andres Ortiz Francisco Vazquez Arbitre vidéo : Sébastien Duterme |
| 15h45 | Rapport                 |         |            | Arbitrage : Andres Ortiz Francisco Vazquez Arbitre vidéo : Sébastien Duterme | Arbitrage : Andres Ortiz Francisco Vazquez Arbitre vidéo : Sébastien Duterme |

| 24 août 2019 | Angleterre                  | 3 - 0   | Écosse |                                                                            |                                                                            |
| 13h30        | Ward 15e, 29e · Jackson 27e | (3 - 0) |        | Arbitrage : Sébastien Duterme Jonas van 't Hek Arbitre vidéo : Ben Göntgen | Arbitrage : Sébastien Duterme Jonas van 't Hek Arbitre vidéo : Ben Göntgen |
| 13h30        | Rapport                     |         |        | Arbitrage : Sébastien Duterme Jonas van 't Hek Arbitre vidéo : Ben Göntgen | Arbitrage : Sébastien Duterme Jonas van 't Hek Arbitre vidéo : Ben Göntgen |

|       | Irlande | 0 - 4   | Pays de Galles                                    |                                                                               |                                                                               |
| 15h45 |         | (0 - 2) | 4e, 20e G. Furlong · 39e Hutchinson · 51e Francis | Arbitrage : Coen van Bunge Michael Gholami-Eilmer Arbitre vidéo : Paul Walker | Arbitrage : Coen van Bunge Michael Gholami-Eilmer Arbitre vidéo : Paul Walker |
| 15h45 | Rapport |         |                                                   | Arbitrage : Coen van Bunge Michael Gholami-Eilmer Arbitre vidéo : Paul Walker | Arbitrage : Coen van Bunge Michael Gholami-Eilmer Arbitre vidéo : Paul Walker |

## Phase finale
|  | Demi-finales | Demi-finales |                        |   | Finale | Finale |
|  | Demi-finales | Demi-finales |                        |   | Finale | Finale |
|  |              |              |                        |   |        |        |
|  |              |              |                        |   |        |        |
|  |              |              |                        |   |        |        |
|  | Belgique     | 4            |                        |   |        |        |
|  | Belgique     | 4            |                        |   |        |        |
|  | Allemagne    | 2            |                        |   |        |        |
|  | Allemagne    | 2            | Belgique               | 5 |        |        |
|  |              |              | Belgique               | 5 |        |        |
|  |              | Espagne      | 0                      |   |        |        |
|  | Pays-Bas     | Espagne      | 0                      | 3 |        |        |
|  | Pays-Bas     |              |                        | 3 |        |        |
|  | Espagne      | 4            |                        |   |        |        |
|  | Espagne      | 4            | Match pour la 3e place |   |        |        |
|  |              |              |                        |   |        |        |
|  |              |              |                        |   |        |        |
|  |              |              |                        |   |        |        |
|  | Pays-Bas     | 4            |                        |   |        |        |
|  | Pays-Bas     | 4            |                        |   |        |        |
|  | Allemagne    | 0            |                        |   |        |        |
|  | Allemagne    | 0            |                        |   |        |        |

### Demi-finales
| 22 août 2019 | Pays-Bas                      | 3 - 4   | Espagne                                   |                                                                  |                                                                  |
| 18h00        | Bakker 53e · Janssen 59e, 60e | (0 - 2) | 2e, 19e Quemada · 34e Romeu · 50e Sánchez | Arbitrage : Bruce Bale Ben Göntgen Arbitre vidéo : Jakub Mejzlik | Arbitrage : Bruce Bale Ben Göntgen Arbitre vidéo : Jakub Mejzlik |
| 18h00        | Rapport                       |         |                                           | Arbitrage : Bruce Bale Ben Göntgen Arbitre vidéo : Jakub Mejzlik | Arbitrage : Bruce Bale Ben Göntgen Arbitre vidéo : Jakub Mejzlik |

|       | Belgique                                             | 4 - 2   | Allemagne            |                                                                               |                                                                               |
| 20h30 | Boon 42e · De Kerpel 54e · Wegnez 56e · Charlier 58e | (0 - 2) | 21e Rühr · 26e Fuchs | Arbitrage : Coen van Bunge Jonas van 't Hek Arbitre vidéo : Francisco Vazquez | Arbitrage : Coen van Bunge Jonas van 't Hek Arbitre vidéo : Francisco Vazquez |
| 20h30 | Rapport                                              |         |                      | Arbitrage : Coen van Bunge Jonas van 't Hek Arbitre vidéo : Francisco Vazquez | Arbitrage : Coen van Bunge Jonas van 't Hek Arbitre vidéo : Francisco Vazquez |

### Troisième et quatrième place
| 24 août 2019 | Pays-Bas                                                             | 4 - 0   | Allemagne |                                                                            |                                                                            |
| 18h00        | Kellerman 19e · Pruijser 43e · Hertzberger 58e · Van der Weerden 60e | (1 - 0) |           | Arbitrage : Bruce Bale Francisco Vazquez Arbitre vidéo : Sébastien Duterme | Arbitrage : Bruce Bale Francisco Vazquez Arbitre vidéo : Sébastien Duterme |
| 18h00        | Rapport                                                              |         |           | Arbitrage : Bruce Bale Francisco Vazquez Arbitre vidéo : Sébastien Duterme | Arbitrage : Bruce Bale Francisco Vazquez Arbitre vidéo : Sébastien Duterme |

### Finale
| 24 août 2019 | Belgique                                                                | 5 - 0   | Espagne |                                                                      |                                                                      |
| 20h30        | Dohmen 10e · Van Aubel 17e · Boon 18e · Stockbroekx 27e · Hendrickx 39e | (4 - 0) |         | Arbitrage : Ben Göntgen Jakub Mejzlik Arbitre vidéo : Coen van Bunge | Arbitrage : Ben Göntgen Jakub Mejzlik Arbitre vidéo : Coen van Bunge |
| 20h30        | Rapport                                                                 |         |         | Arbitrage : Ben Göntgen Jakub Mejzlik Arbitre vidéo : Coen van Bunge | Arbitrage : Ben Göntgen Jakub Mejzlik Arbitre vidéo : Coen van Bunge |

## Statistiques

### Classement final
| Rang                       | Équipe         | J | V | N | P | BP | BC | Diff | Pts | Qualification ou relégation   |
| -------------------------- | -------------- | - | - | - | - | -- | -- | ---- | --- | ----------------------------- |
| Médaille d'or, Europe      | Belgique       | 5 | 5 | 0 | 0 | 22 | 2  | +20  | 15  | Jeux olympiques d'été de 2020 |
| Médaille d'argent, Europe  | Espagne        | 5 | 2 | 1 | 2 | 11 | 16 | -5   | 7   |                               |
| Médaille de bronze, Europe | Pays-Bas       | 5 | 4 | 0 | 1 | 21 | 7  | +14  | 12  |                               |
| 4                          | Allemagne      | 5 | 2 | 0 | 3 | 18 | 11 | +7   | 6   |                               |
| 5                          | Angleterre     | 5 | 2 | 2 | 1 | 9  | 7  | +2   | 8   |                               |
| 6                          | Pays de Galles | 5 | 1 | 1 | 3 | 9  | 17 | -8   | 4   |                               |
| 7                          | Écosse         | 5 | 1 | 1 | 3 | 7  | 23 | -16  | 4   | Championnat II 2021           |
| 8                          | Irlande        | 5 | 0 | 1 | 4 | 5  | 19 | -14  | 1   | Championnat II 2021           |

| Champion d'Europe de hockey sur gazon Belgique 1er titre |

### Récompenses
| Meilleur joueur | Meilleur gardien | Meilleur jeune joueur | Meilleurs buteurs                                       |
| --------------- | ---------------- | --------------------- | ------------------------------------------------------- |
| Victor Wegnez   | Vincent Vanasch  | Jonas de Geus         | Alexander Hendrickx Tom Boon Mirco Pruijser Pau Quemada |

### Buteurs
103 buts ont été inscrits en 20 rencontres soit une moyenne de 5.15 buts par match.
| 5 buts - Alexander Hendrickx - Tom Boon - Mirco Pruijser - Pau Quemada 4 buts - Sam Ward - Timm Herzbruch - Gareth Furlong 3 buts - Cédric Charlier - Billy Bakker - Bjorn Kellerman - Thierry Brinkman - Jip Janssen - Niklas Wellen | - Florian Fuchs - Shane O'Donoghue 2 buts - Nicolas de Kerpel - Victor Wegnez - Mink van der Weerden - Ashley Jackson - Lukas Windfeder - Christopher Rühr - Josep Romeu - Craig Falconer - Kenny Bain - Cameron Golden 1 but - John-John Dohmen | - Florent van Aubel - Emmanuel Stockbroekx - Thomas Briels - Antoine Kina - Jeroen Hertzberger - Seve van Ass - Phil Roper - James Gall - Zachary Wallace - Mats Grambusch - Martin Häner - Tom Grambusch - Malte Hellwig | - Ricardo Sánchez - Álvaro Iglesias - Diego Arana - Viçenc Ruiz - Tim Cross - Michael Robson - Nicky Parkes - Lewis Prosser - Rhodri Furlong - Dale Hutchinson - Owain Dolan-Gray - Benjamin Francis |

Source: FIH